# Michael Heinrich (Biologe)
Michael Heinrich (* 4. Juli 1957) ist ein deutscher Pharmazeutischer Biologe. 
Nach einem Studium der Biologie in Freiburg und einem kurzen Aufenthalt an der Wayne University in Detroit (M.A. in Anthropologie) arbeitete Heinrich als wissenschaftlicher Mitarbeiter am Institut für Pharmazeutische Biologie der Universität Freiburg. M. Heinrich ist seit 1999 Professor für Pharmakognosie an der London School of Pharmacy (seit 2012 UCL School of Pharmacy). Von 2000 bis 2002 und 2005 bis 2007 war er Präsident der International Society of Ethnopharmacology. Derzeit ist er unter anderem Präsident der Gesellschaft für Arzneipflanzen- und Naturstoff-Forschung. 
Seine Forschungsschwerpunkte sind die Ethnobotanik in Mesoamerika (Heinrich unternahm ethnobotanische Feldforschungen in Oaxaca, Mexiko), Naturstoffe mit anti-entzündlicher Wirkung und die Qualität pflanzlicher Arzneimittel. Er ist Koordinator einiger EU-Konsortien gewesen, die sich mit anti-entzündlich wirksamen Naturstoffen, Nahrungspflanzen mit Potenzial als Nahrungsergänzungsmittel und dem medizinischen Einsatz von Cannabis befassen. Aktuelle Projekte befassen sich mit den Wertschöpfungsketten von Arzneipflanzen (value chains).

## Schriften (Auswahl)
- mit Nereyda Antonio und Michaela Kuhnt: Arzneipflanzen in Mexiko. In: Deutsche Apotheker-Zeitung. Band 132, Nr. 8, 1992, S. 351–358.
- Ethnopharmazie und Ethnobotanik. Eine Einführung. Wissenschaftliche Verlagsgesellschaft, Stuttgart 2001, ISBN 978-3-8047-1775-6.
- Ethnopharmacology. Wiley, Chichester. ISBN 978-1-118-93074-8. (mit Anna K. Jaeger, Kopenhagen)
- Fundamentals of Pharmacognosy and Phytotherapy. 2004. Edinburgh & London. Churchill Livingston (Elsevier), ISBN 0-443-07132-2 (textbook); publ 2003 with J. Barnes, S. Gibbons and E.M. Williamson, 2nd edition 2012, ISBN 978-0-7020-5231-6.
- Phytopharmacy – an evidence-based guide to herbal medicines. Wiley, Chichester. (mit S. Edwards, I. da Costa-Rocha, E.M. Williamson)